# Baronía de Spínola
La baronía de Spínola es un título nobiliario español creado el 21 de enero de 1894 por el rey Alfonso XIII a favor de María de las Angustias Martos y Arizcun, hija de los condes de Heredia-Spínola, grandes de España.
Su denominación alude al linaje de Spínola, que era de patricios de la república de Génova y con el que habían entroncado los Heredia (costado materno-materno de la concesionaria) mediante el matrimonio de Narciso Fernández de Heredia y Navora, natural de Alcira, corregidor de Arequipa en el Perú, contraído en 1745 con Jerónima de Spínola y Pilán, natural de Milán e hija de Tomás de Spínola, que fue creado conde de Spínola en 1776 por Francisco III, duque de Módena. Dichos cónyuges fueron los padres de Narcisco Fernández de Heredia y Spínola, I conde de Heredia-Spínola (creado por Fernando VII en 1829) y III conde de Spínola en Módena, caballero de la Orden de Carlos III.

## Barones de Spínola
|                           | Titular                                    | Periodo                   |
| Creación por Alfonso XIII | Creación por Alfonso XIII                  | Creación por Alfonso XIII |
| ------------------------- | ------------------------------------------ | ------------------------- |
| I                         | María de las Angustias Martos y Arizcun    | 1894-1923                 |
| II                        | María de las Angustias de Zulueta y Martos | 1926-1972                 |
| III                       | José Fernández de Lascoiti y Zulueta       | 1973-1983                 |
| IV                        | Fabiola Fernández de Lascoiti y Franco     | 1986-actual titular       |

## Historia de los barones de Spínola
- María de las Angustias Martos y Arizcun (Madrid, 12 de diciembre de 1854-Madrid, 29 de mayo de 1923), I baronesa de Spínola.[3] Era hija del teniente coronel Luis Martos y Potestad, diputado a Cortes y senador vitalicio del Reino, alcalde y gobernador civil de Madrid, consejero de Estado y Gran Cruz de Carlos III, natural de Cartagena, y de María de las Angustias de Arizcun y Heredia, su mujer, III condesa de Heredia-Spínola y IV de Tilly, VI marquesa de Iturbieta, concesionaria de la grandeza de España agregada a la casa de Heredia-Spínola; nieta de José Martos y Castillo y de María del Carmen Potestad y Aché, y materna de Miguel de Arizcun y Tilly, V marqués de Iturbieta y III conde de Tilly, y de Narcisa de Heredia y Cerviño, II condesa de Heredia-Spínola.

Casó, en 1878, con Salvador de Zulueta y Samá (1850-1913) II marqués de Álava, II vizconde de Casablanca, hijo de Julián de Zulueta y Amondo, I marqués de Álava y I vizconde de Casablanca, coronel de voluntarios y alcalde de La Habana, senador del Reino por esta provincia y diputado a Cortes por la de Álava, gran cruz de Isabel la Católica, y de Francisca Dolores Samá Mota. Le sucedió, en 1926, su hija:
- María de las Angustias de Zulueta y Martos (m. 1972), II baronesa de Spínola.[5]

Casó, el 6 de agosto de 1901, en Madrid, con José Fernández de Lascoiti y Jiménez (1880- ? ), II barón de la Andaya, conde de Lascoiti (pontificio). Le sucedió su hijo:
- José Fernández de Lascoiti y Zulueta (Madrid, 24 de julio de 1902-Burgos, 14 de junio de 1983), III barón de Spínola,[6] III barón de la Andaya, IV marqués de Álava, conde de Lascoiti.

Casó con Ana Gonzalo y Fanlo. Sin descendientes. Le sucedió, de su hermano Luis Fernández de Lascoiti y Zulueta que casó con María del Carmen Franco y Rojas, la hija de ambos, por tanto su sobrina:
- Fabiola Fernández de Lascoiti y Franco (n. en 1935), IV baronesa de Spínola,[7] V marquesa de Álava y IV baronesa de la Andaya.

Casó con Tomás de la Vega y Gómez-Acebo.